# Bea Alonzo
Bea Alonzo (Cainta, 17 de outubro de 1987) é uma atriz e cantora filipina.

## Filmografia

### Cinema
| Filmes | Filmes                         | Filmes                  | Filmes |
| Ano    | Título                         | Papel                   |        |
| ------ | ------------------------------ | ----------------------- | ------ |
| 2003   | My First Romance               | Bianca                  |        |
| 2004   | Now That I Have You            | Betsy Rallos            |        |
| 2005   | Dreamboy                       | Cyd                     |        |
| 2006   | All About Love                 | Lia                     |        |
| 2006   | Pacquiao: The Movie            | Jinkee / Janet Pacquiao |        |
| 2006   | Close to You                   | Marian Hermosa          |        |
| 2007   | One More Chance                | Basha Eugenio           |        |
| 2009   | And I Love You So              | Lara Cruz               |        |
| 2010   | Miss You Like Crazy            | Mia Samonte             |        |
| 2010   | Sa 'yo Lamang                  | Diane Alvero            |        |
| 2011   | Pak! Pak! My Dr. Kwak!         | Dra. Cielo Delos Santos |        |
| 2012   | The Mistress                   | Rosario "Sari" Alfonso  |        |
| 2012   | 24/7 in Love                   | Belle Gonzales          |        |
| 2013   | Four Sisters and a Wedding     | Bobbie Salazar          |        |
| 2013   | Bromance: My Brother's Romance | Cameo                   |        |

### Televisão
| Televisão     | Televisão                          | Televisão                     | Televisão |
| Ano           | Título                             | Papel                         |           |
| ------------- | ---------------------------------- | ----------------------------- | --------- |
| 2002          | K2BU                               | Dianne                        |           |
| 2002–2003     | Kay Tagal Kang Hinintay            | Katrina Argos                 |           |
| 2002–presente | ASAP                               | Ela mesma                     |           |
| 2003          | Star Studio Presents               | Lucia                         |           |
| 2003–2004     | It Might Be You                    | Cielo San Carlos              |           |
| 2003          | Bida si Mister, Bida si Misis      | Katrina Legarda               |           |
| 2004          | OK Fine Whatever                   | Dr. Donna                     |           |
| 2005          | Ikaw Ang Lahat Sa Akin             | Jasmine Fontanilla            |           |
| 2005          | Bora                               | Tuesday                       |           |
| 2006          | Star Magic Presents                | Monica                        |           |
| 2006          | Maalaala Mo Kaya                   | Lina Bagasina                 |           |
| 2006          | Maalaala Mo Kaya                   | Heny                          |           |
| 2007          | Maalaala Mo Kaya                   | Camille                       |           |
| 2007          | Maalaala Mo Kaya                   | Adela                         |           |
| 2010          | Maalaala Mo Kaya                   | Cory Aquino                   |           |
| 2011          | Maalaala Mo Kaya                   | Knoll                         |           |
| 2006          | Komiks                             | Hilda                         |           |
| 2006          | Komiks                             | Ela mesma                     |           |
| 2006          | Komiks                             | Carmela                       |           |
| 2006          | Your Song                          |                               |           |
| 2006          |                                    |                               |           |
| 2006          |                                    |                               |           |
| 2009          | Melissa Gonzales                   |                               |           |
| 2006–2007     | Maging Sino Ka Man                 | Jackie Madrigal               |           |
| 2007–2008     | Maging Sino Ka Man: Ang Pagbabalik | Jackie Madrigal-Roxas         |           |
| 2008–2009     | I Love Betty La Fea                |                               |           |
| 2009          | May Bukas Pa                       | Sara                          |           |
| 2010          | Magkaribal                         | Angela Abella / Gelai Agustin |           |
| 2011          | Guns and Roses                     | Regina "Reign" Santana        |           |
| 2011          | Toda Max                           | Sasi                          |           |
| 2012–2013     | A Beautiful Affair                 | Genevieve Saavedra            |           |